# Pruggern
Pruggern è una frazione di 624 abitanti del comune austriaco di Michaelerberg-Pruggern, nel distretto di Liezen (subdistretto di Gröbming), in Stiria. Già comune autonomo, il 1º gennaio 2015 è stato fuso con l'altro comune soppresso di Michaelerberg per costituire il nuovo comune, del quale Pruggern è il capoluogo.